# Championnat de la LIHG
Le Championnat de la LIHG a été une compétition internationale de hockey sur glace entre nations européennes organisée par la Ligue Internationale de Hockey sur Glace. 

## Palmarès
| Édition | Vainqueur       | Deuxième           |
| ------- | --------------- | ------------------ |
| 1912    | Allemagne       | Canadiens d'Oxford |
| 1913    | Allemagne       | Grande-Bretagne    |
| 1914    | Grande-Bretagne | Allemagne          |